# Ooievaar Weekendtoernooi
Het Ooievaar Weekendtoernooi was een Nederlands schaaktoernooi dat van 1982 tot en met 2003 ieder jaar in Den Haag werd georganiseerd. De organisatie was in handen van Schaakvereniging De Ooievaar. Het toernooi is samen met het DD Weekendtoernooi verdergegaan als het Haags Weekendtoernooi.

## Lijst van winnaars

### Meervoudige winnaars
| Overwinningen | Schaker       | Land               | Jaren                     |
| ------------- | ------------- | ------------------ | ------------------------- |
| 4             | Loek van Wely | Vlag van Nederland | 1989 + 1993 + 1995 + 1999 |

### Overwinningen per land
| Overwinningen | Land                                                        |
| ------------- | ----------------------------------------------------------- |
| 13            | Nederland                                                   |
| 2             | Polen, Rusland                                              |
| 1             | Verenigde Staten, Duitsland, Australië, Oekraïne, Frankrijk |